# Haania vitalisi
Haania vitalisi es una especie de mantis de la familia Thespidae.

## Distribución geográfica
Se encuentra en la China, India y Laos.